# Mitología fenicia
La mitología fenicia es una de las mitologías más antiguas del Mar Mediterráneo.
 Eusebio, obispo de Cesarea, ya escribió en el 280, que:

"La mayoría de las teogonías del mundo proceden de los fenicios y de los egipcios."

La mitología fenicia no es una mitología cerrada, sino que existen conexiones e influencias muy importantes con las mitologías  babilónicas y egipcias.
Filón de Biblos, que hizo una traducción al griego de la obra del sacerdote Sanjuniatón sobre el origen de la milésima  creación, de los dioses y del hombre, decía que los fenicios:

"consideran como el más grande entre los dioses el que había prestado algún servicio señalado para la humanidad."

La cosmogonía comienza con la unión del caos primitivo con una divinidad. De esta unión nació el huevo cósmico (Mot) y de su división se generó el cielo y la tierra. Los fenicios no tuvieron nunca el concepto de un dios único, una deidad suprema. Fueron siempre politeístas.

## Divinidades fenicias
Los dioses adorados por los fenicios varían de una ciudad a otra. Así el panteón de Sidón difiere del de Tiro, Biblos o Chipre. Aun así, algunas divinidades están presentes de una forma u otra en la mayoría de las ciudades significativas. Estas divinidades son principalmente El, Baal, Yam, Anat, Aleyin, Muth, Astarté y Melkart.
El dios principal a quien se denominaba genéricamente El, se consideraba el padre de todos los dioses del panteón fenicio. Se le asociaba con el sol y era el que distribuía el tiempo, teniendo bajo su control los años, meses, días y noches.
Como segundo dios más importante se encuentra Baal, que se consideraba el rey de los dioses y que había conquistado su puesto al atacar a Él en el monte Sapan. Era el dios de la lluvia, el trueno y la guerra y era representado a veces por un novillo de cuernos finos. Combate a su enemigo, el dios del mar, Yam, para lo cual, el dios Kothar, dios de la artesanía y de la técnica le ha fabricado dos mazas para enfrentarse en las batallas. Con la segunda de ellas, derribará a Yam y tendrá una victoria que representa el valor de los marinos al enfrentarse con las olas del mar.
Anat era la hija de Baal y hermana de Aleyin, que se ocupaba de mantener en vida a los dioses y estaba directamente implicada en los sacrificios. Era una bella diosa del amor y de la guerra que ayudaba a su hermano, especialmente en sus luchas cíclicas con el dios Muth. Anat era la que esparcía el rocío en la tierra, tan necesario para su fertilidad. El culto de Anat se introduciría en Egipto tras la invasión de los hicsos. Se equiparaba también con Atenea Soteira Niké.
Aleyin, hijo de Baal y de la diosa madre Athirat, era el que producía la lluvia en la tierra, tan necesaria para el crecimiento de la vida pero tenía un enemigo, el dios Muth, que era el que daba el calor a la tierra para hacerla fértil y madurar las cosechas. Pero otras veces, el calor era excesivo y se invocaba a Muth contra la sequía. Muth era vencido por Aleyin al comienzo de cada estación. Cuando se recogía una cosecha, moría hasta que volvía a renacer cuando volvía a haber otras cosechas que de esta forma, maduraban. Este período cíclico, hacía que a Muth se le considerase además de dios de la esterilidad, dios de los muertos.
Melkart, hijo de El, dios de Tiro, rey del inframundo y protector del Universo, simbolizaba el ciclo anual de la vegetación por lo que era un dios agrícola, del campo, la vegetación, la fecundidad y la primavera y su ritual comprendía una serie de ritos de muerte y resurrección cíclicos anuales, coincidentes con las estaciones del año. Aunque era dios solar, se le terminó asociando con atributos de un dios marino y también de la ciudad, considerándose como su protector. Es el antecedente del Heracles griego con lo que es un dato a tener en cuenta en la teoría de que mucha de la mitología griega proviene de la fenicia.
Se le asociaba con la deidad tutelar de Tiro, Astarté, en su papel de diosa materna y diosa de la fertilidad. Fue asimilada a Istar (diosa del cielo sumeria), Isis, Afrodita, Hera, Cibeles y Juno Caelestis. En Cartago fue suplantada por Tanit. Se la representaba como diosa que amamanta a un niño o mujer desnuda apretándose los senos. Como diosa lunar se la representaba también portando una luna como corona.

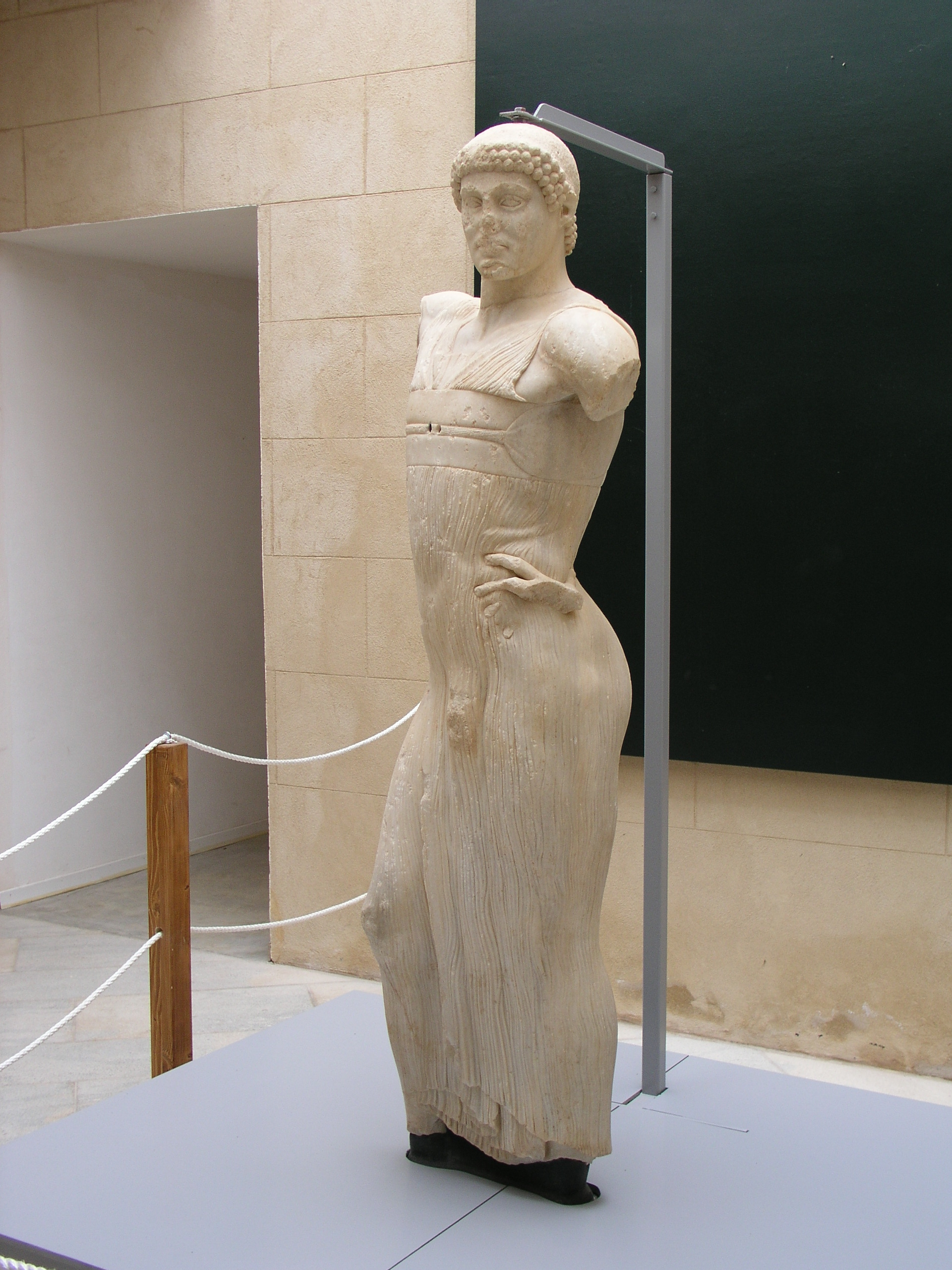
Representación de Melkart, conocida como el Efebo de Motia.
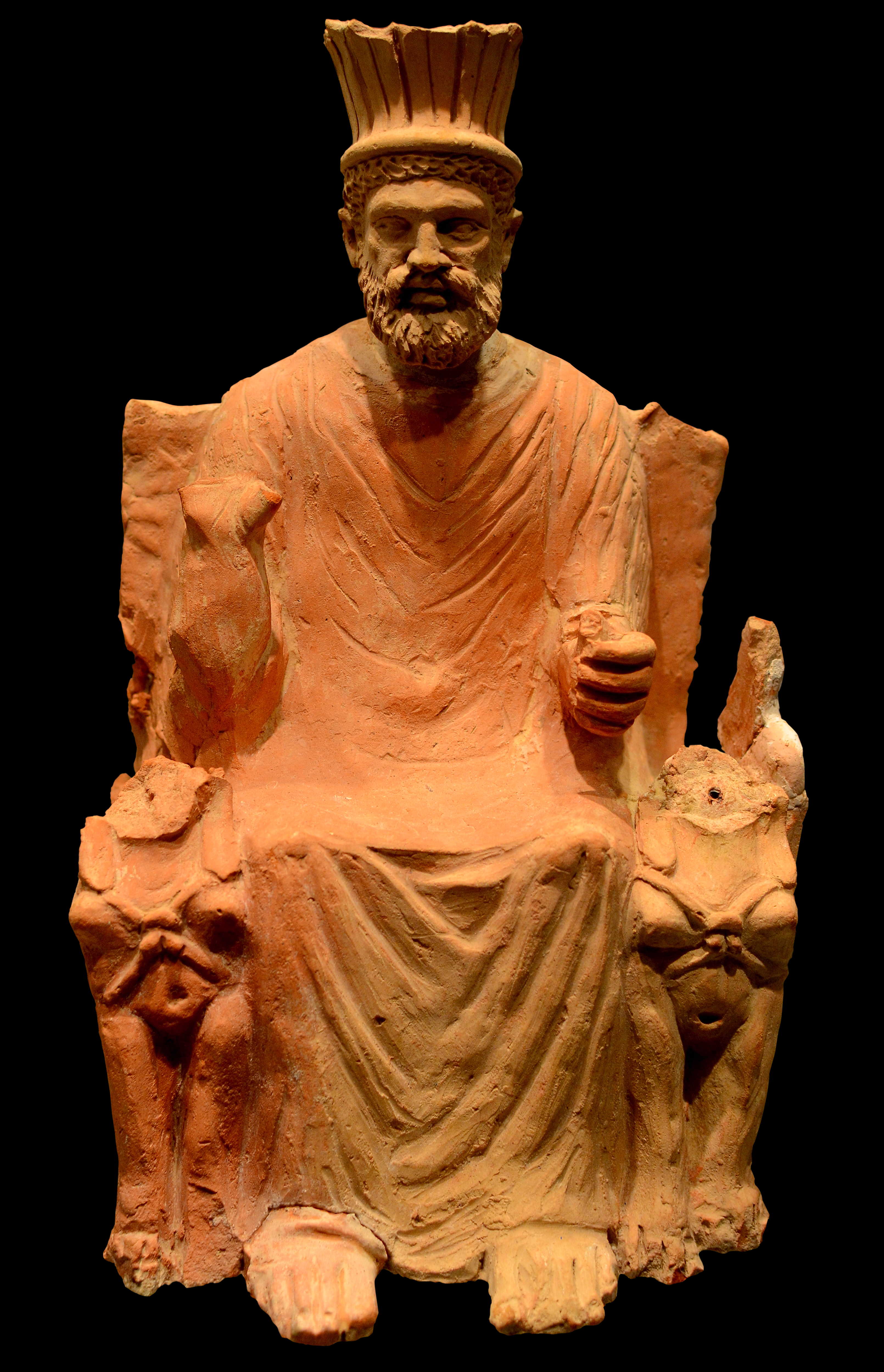
El dios Baal Hammón representado como un hombre de edad en un trono entre dos esfinges.
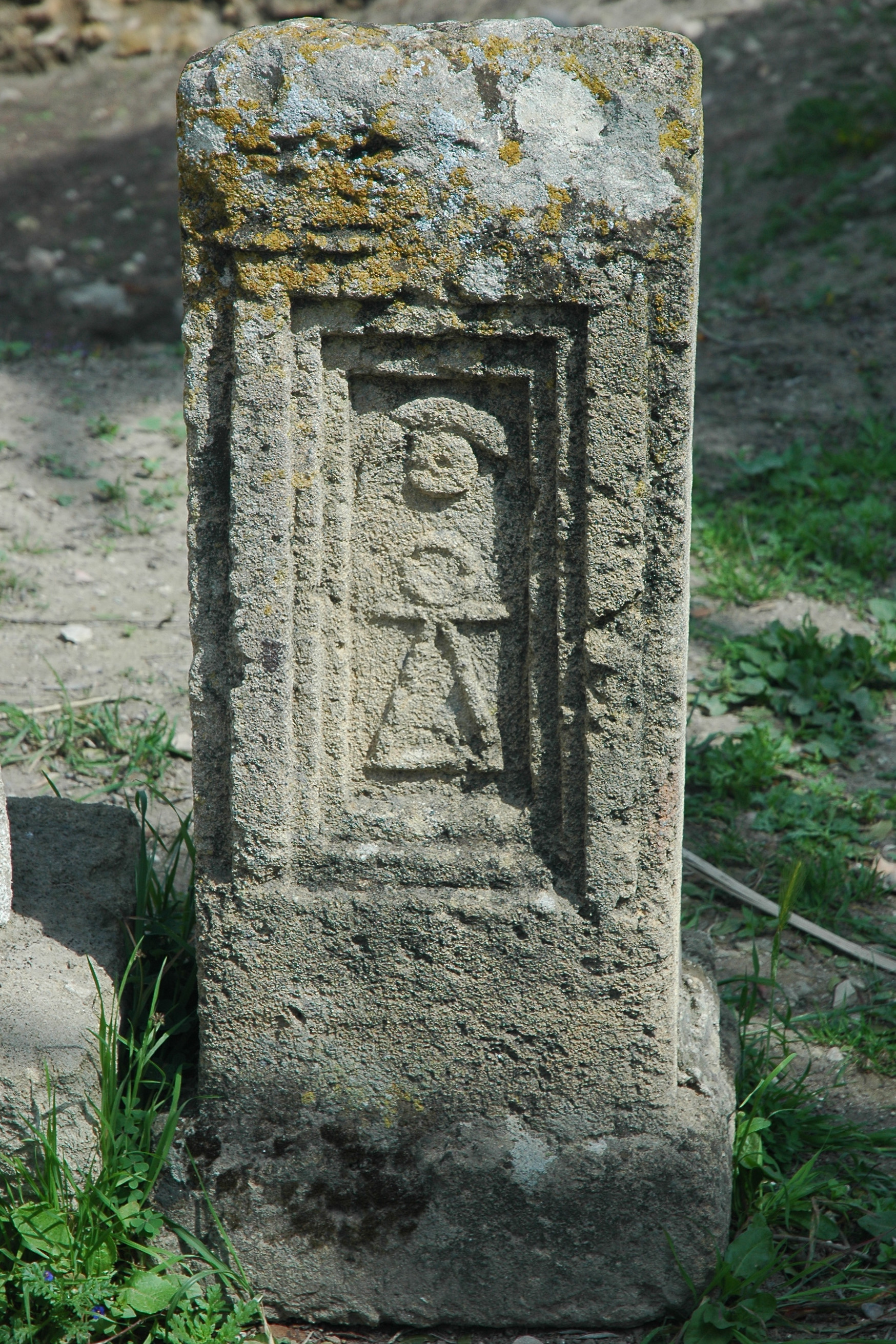
Altar a Tanit, diosa de la fecundidad.

### Baal Hammón
Baal Hammon era el principal dios fenicio adorado en la colonia de Cartago, generalmente identificado por los griegos como Crono y por los romanos como Saturno.
Baal significa "señor", sin embargo, el significado de hammon es incierto, siendo posible su origen en Amón "El oculto", símbolo del poder creador y "Padre de todos los vientos" en la mitología egipcia. Baal Hammón se supone representado en algunas esculturas o relieves en forma de un personaje masculino de cierta edad, sentado en un trono entre dos esfinges. Los romanos convirtieron a Baal Hammón en Saturno.

### Tanit
Tanit fue la diosa más importante de la mitología cartaginesa, la consorte de Baal y patrona de Cartago. Era equivalente a la diosa fenicia Astarté, diosa de la fecundidad, cuyo culto incluía la prostitución llamada hierogamia, que consistía en prostituirse en un templo simulando la unión con la deidad con fines religiosos destinados a la fertilidad. Durante la romanización fue asimilada a Juno y no a Venus, como hubiera correspondido de ser equivalente de Astarté.

### Melkart
Melkart fue una divinidad fenicia de la ciudad de Tiro, a la que estuvo consagrado primitivamente el templo de Heracles en la antigua ciudad de Cádiz. Su culto centrado en el fuego sagrado de las ciudades, se extendió por todas las colonias de Tiro incluyendo Cartago.
Era la forma fenicia del dios Baal. Originariamente era un dios agrícola, del campo, la vegetación, la fecundidad y la primavera, por lo que su ritual comprendía una serie de ritos de muerte y resurrección cíclicos anuales, coincidentes con las estaciones del año; no obstante, también era una deidad marina, pues era una divinidad de carácter sincrético. Pasó luego a ser considerado «rey de la ciudad», que es el significado etimológico de su nombre (melk, rey), y como patrono de la ciudad de Tiro, se transformó también en dios de la colonización y de la protección de la navegación.